# 伍瑞隆
伍瑞隆（1585年—1666年），字國開，號鐵山，晚號鳩艾山人。广东香山县（今中山市）人。明末政治人物，解元出身。

## 生平
弱冠補弟子員。天啟元年（1621年）广东乡试第一名举人。崇禎十年（1637年）中式副榜。初授化州教諭，任内修《高州府志》，擢为翰林院待詔，遷戶部主事，升員外郎，管倉場。崇禎十五年（1642年），出官河南大梁兵巡道，不久署按察使、布政使。謝病歸。
紹武帝立，拜為太僕寺卿。明亡，隱居香山鳩艾山中。卒年八十二。

## 著作
有《臨雲集》、《辟塵集》等。

## 家族
娶南海进士、四川道监察御史潘珙胞妹，封恭人；晋封淑人。子二人：嵋雪、兰雪；女二人。